# 8029 Miltthompson
8029 Miltthompson è un asteroide della fascia principale. Scoperto nel 1991, presenta un'orbita caratterizzata da un semiasse maggiore pari a 3,1485569 au e da un'eccentricità di 0,1321320, inclinata di 6,53661° rispetto all'eclittica.
L'asteroide è dedicato al pilota collaudatore statunitense Milt Thompson.